# Aeródromo Ayacara
El Aeródromo Ayacara (OACI: SCAY) es un terminal aéreo ubicado a 1 Kilómetro del Faro Ayacara, a través del a ruta W-817, próximo a la localidad de Ayacara, en la comuna de Chaitén, Provincia de Palena, Región de los Lagos, Chile. Este aeródromo es de carácter público.
Actualmente, en mayo de 2016, operan regularmente las empresas Transportes Aéreos Archipiélagos Ltda. con Britten-Norman BN-2B Islander, y Pewén Servicios Aéreos con Cessna 208B Grand Caravan. Ambas, basadas en el aeródromo Marcel Marchant Binder, SCPF, de Puerto Montt.